# Еске Нотр Дам
Еске Нотр Дам (фр. Esquay-Notre-Dame) насеље је и општина у северној Француској у региону Доња Нормандија, у департману Калвадос која припада префектури Кан.
По подацима из 2011. године у општини је живело 1433 становника, а густина насељености је износила 474,5 становника/km². Општина се простире на површини од 3,02 km². Налази се на средњој надморској висини од 70 метара (максималној 112 m, а минималној 50 m).

## Демографија
| 1962. | 1968. | 1975. | 1982. | 1990. | 1999. | 2011. |
| ----- | ----- | ----- | ----- | ----- | ----- | ----- |
| 252   | 290   | 383   | 571   | 728   | 907   | 1.433 |

График промене броја становника у току последњих година